# Oecobius nadiae
Espèce
Synonymes
- Uroctea nadiae Spassky, 1936
- Oecobius afghanicus Kullmann & Zimmermann, 1976

Oecobius nadiae est une espèce d'araignées aranéomorphes de la famille des Oecobiidae.

## Distribution
Cette espèce se rencontre en Azerbaïdjan, en Géorgie, en Arménie, en Iran, en Afghanistan, au Turkménistan, en Ouzbékistan, au Tadjikistan et en Chine,,.

## Description
La carapace du mâle syntype mesure 1 mm de long sur 1,25 mm et la carapace de la femelle syntype mesure 1,14 mm de long sur 1,28 mm et l'abdomen 2,9 mm de long sur 1,8 mm.

## Systématique et taxinomie
Cette espèce a été décrite sous le protonyme Uroctea nadiae par Spassky en 1936. Elle est placée dans le genre Oecobius par Andreeva en 1975.
Oecobius afghanicus a été placée en synonymie par Ovtsharenko et Fet en 1980.

## Étymologie
Cette espèce est nommée en l'honneur de Nadia M. Spassky.

## Publication originale
- Spassky, 1936 : « Araneae palaearcticae novae. » Festschrift Embrik Strand, vol. 1, p. 37-46.